# De gelukkige klas
De gelukkige klas is een boek uit 1926 van de Nederlandse schrijver Theo Thijssen. Het boek gaat over een schoolmeester in Amsterdam. Bij gelegenheid van de jaarlijkse campagne Heel Nederland Leest in november 2007 is deze roman door de Nederlandse openbare bibliotheken als gratis boek aan hun leden en scholieren uitgereikt. 

## Verhaal
Het verhaal gaat over een onderwijzer, meester Staal. Hij schrijft al zijn ervaringen, zowel goede als slechte, op in zijn dagboek. Zijn vrouw bekijkt zijn leerlingen alleen maar van de buitenkant en heeft soms een erg botte mening over hen. Staal kan zichzelf dan meestal nog net in bedwang houden, maar is het er volledig mee oneens. 
Hij heeft veel verschillende kinderen aan wie hij meerdere jaren les geeft, in zijn klas. Eén leerling, Louis van Rijn, is erg ziek en komt vaak niet op school. Als zijn gezondheid zo slecht wordt dat hij niet meer naar school kan, komt Staal hem bezoeken. Louis had een sterke geest en wilde graag veel lezen. Staal zorgde dan ook samen met een andere leraar voor lectuur. Het verhaal eindigt met een bezoek aan Louis van Rijn. Staal was tot de conclusie gekomen dat zijn klas gewoon een gelukkige klas moest zijn en dat de dingen die ze moesten leren niets waard waren. Er komen na zijn dagboek nog twee brieven van zijn collega´s die elkaar schreven. Uit die brieven kan men opmaken dat Staal een paar weken daarna gestorven was, zijn vrouw volgde hem ook na een paar jaar, alleen zijn dochter, Greetje leeft nog. Zij woont nu bij haar oma.